# Эвиденциальность в языке туюка
Статья описывает глагольную категорию эвиденциальности в языке туюка.
Для языков семьи тукано характерно наличие категории эвиденциальности, указывающей на происхождение информации, которую сообщает говорящий. В языке туюка эвиденциальность особенно развита — категория включает в себя пять элементов.

## Типы эвиденциальности
Говорящий на туюка использует различные глаголы, если рассказывает увиденное лично; воспринятое с помощью остальных органов чувств; умозаключение на основании увиденных свидетельств; информацию от других лиц; собственный логический вывод. Перечисленные источники информации упорядочены по убыванию приоритета. Если информация получена несколькими путями, выбирается форма глагола наиболее приоритетного типа.
В туюка эвиденциальность характеризуется обязательным суффиксом. Этот суффикс, кроме источника информации, кодирует лицо и время действия. В третьем лице прошедшего времени суффикс определяет также число, а для единственного числа — ещё и род. Согласование эвиденциального суффикса с субъектом неожиданно, поскольку категория эвиденциальности передаёт источник информации и не связана с какой-либо иной грамматической категорией предложения. Выдвигается предположение, что современная система суффиксов установилась как результат фузии суффикса, обозначающего время действия, и морфемы, отвечающей за согласование.

### Визуальное свидетельство
Наиболее приоритетным источником информации является визуальное свидетельство.
Эта форма используется, если человек рассказывает о событии или состоянии, увиденном воочию либо в которое говорящий был непосредственно вовлечён. Сообщение о событии, происходящем в момент говорения, также передаётся с помощью формы визуального свидетельства, однако используется конструкция продолженного времени. В этом случае основной глагол получает суффикс в соответствии с родом и числом субъекта, а эвиденциальный суффикс добавляется к вспомогательному глаголу tií.
Другой случай использования данного типа эвиденциальности — сообщение о состоянии или действии, которое не наблюдалось, если наглядно виден его результат. Примером является фраза «Джон ушёл» — сам момент ухода говорящий не видел, однако он видел Джона ранее и не видит его сейчас. В таких случаях основной глагол получает суффикс результатива -ri, а эвиденциальный суффикс добавляется к вспомогательному глаголу nĩĩ. В частности, подобным образом человек скажет «Джон умер», если предварительно посетит могилу Джона.
Говорящий может использовать суффикс визуального свидетельства при рассказе о событиях, которые он не видел, если у него имеется большое количество невизуальных доказательств. Например, когда ягуар убил домашнюю собаку, её владелец этого не видел. Тем не менее, по звукам со двора он предположил, что собака атакована хищником. Выйдя на улицу, он увидел следы на земле, которые подтверждали, что питомец действительно был убит ягуаром. Рассказывая об этом происшествии, он использовал форму визуального свидетельства.
Форма настоящего времени используется в том случае, когда наблюдение происходит в момент произношения. Увиденное до начала момента говорения передаётся с помощью суффиксов прошедшего времени. Например, если человек попрощался с матерью и вышел из дома, то на вопрос прохожего «дома ли мама?» он ответит, используя глагол в прошедшем времени.
Также визуальное свидетельство используется, чтобы сообщить известные рассказчику неизменные факты, например, «Её зовут Анна». В этом случае используются суффиксы настоящего времени.
| Суффиксы визуальных свидетельств | Суффиксы визуальных свидетельств | Суффиксы визуальных свидетельств |
| форма                            | настоящее время                  | прошедшее время                  |
| -------------------------------- | -------------------------------- | -------------------------------- |
| третье лицо, мужской род         | -i                               | -wi                              |
| третье лицо, женский род         | -jo                              | -wo                              |
| третье лицо, множественное число | -ja                              | -wa                              |
| прочие                           | -a                               | -wɨ                              |

- díiga apéwi — он играл в футбол (я это видел)
- díiga apéi — он играет в футбол (я это вижу)[s 14]
- María diáhõãrigo nĩĩ́wo — Мария умерла (я видел её могилу)[s 10]
- wekia ináwi — я вижу тапиров (суффикс визуального свидетельства добавляется и к глаголу «видеть»)[s 15]

### Невизуальное свидетельство
Форма невизуального свидетельства используются для сообщения о событиях и состояниях, которые были восприняты с помощью слуха, обоняния, осязания либо вкуса. Также этот тип позволяет передавать собственные чувства, эмоции и желания — но не чувства других людей, так как они не могут быть восприняты с помощью органов чувств.
Если говорящий ощущает событие в момент говорения, для его описания используются суффиксы настоящего времени, в противном случае глагол ставится в форму прошедшего времени.
| Суффиксы невизуальных свидетельств | Суффиксы невизуальных свидетельств | Суффиксы невизуальных свидетельств |
| форма                              | настоящее время                    | прошедшее время                    |
| ---------------------------------- | ---------------------------------- | ---------------------------------- |
| третье лицо, мужской род           | -gi                                | -ti                                |
| третье лицо, женский род           | -go                                | -to                                |
| третье лицо, множественное число   | -ga                                | -ta                                |
| прочие                             | -ga                                | -tɨ                                |

- díiga apéti — он играл в футбол (я это слышал)
- dasé wedégi — тукан поёт[s 14]
- tɨsaga — мне нравится[s 16]

### Вещественные свидетельства
Если говорящий не видел некоторое событие, но наблюдает вещественные доказательства того, что оно произошло, ему следует использовать данный тип эвиденциальности. Видя перья на полу, человек может сказать, что птицу съел кот, используя суффикс данного типа.
Форма первого лица настоящего времени отсутствует — собственное состояние следует передавать с помощью формы невизуального свидетельства, а происходящие действия — посредством формы визуального свидетельства. Если глагол стоит во втором лице, он дополняется суффиксом третьего лица.
Данный тип эвиденциальности достаточно близок по смыслу к форме визуального свидетельства в значении «наблюдаемый результат». Отмечается, что в ряде ситуаций допустимо использование обеих форм. В этом случае выбор формы визуального свидетельства подчёркивает результат, а в форме вещественного свидетельства упор делается на факт произошедшего события.
| Суффиксы вещественных свидетельств | Суффиксы вещественных свидетельств | Суффиксы вещественных свидетельств |
| форма                              | настоящее время                    | прошедшее время                    |
| ---------------------------------- | ---------------------------------- | ---------------------------------- |
| третье лицо, мужской род           | -hĩi                               | -ji                                |
| третье лицо, женский род           | -hĩo                               | -jo                                |
| третье лицо, множественное число   | -hĩra                              | -ja                                |
| прочие                             | -                                  | -ju                                |

- díiga apéji — он играл в футбол (я вижу отпечатки его обуви на площадке)
- yeégo nĩĩhĩo — ты сумасшедшая[s 14]
- bóahõãju — оно сгнило (о растении)[s 19]

### Пересказывательность
Данный тип эвиденциальности применяется для сообщения информации, полученной от другого человека. Этот тип не может быть использован в настоящем времени: даже если посредник незамедлительно пересказывает информацию от источника, он использует форму прошедшего времени, снабжая её суффиксом недавно прошедшего времени.
Данная категория, используется, например, для пересказа легенд.
| Суффиксы пересказывательности    | Суффиксы пересказывательности | Суффиксы пересказывательности |
| форма                            | прошедшее время               |                               |
| -------------------------------- | ----------------------------- | ----------------------------- |
| третье лицо, мужской род         | -jigɨ                         |                               |
| третье лицо, женский род         | -jigo                         |                               |
| третье лицо, множественное число | -jira                         |                               |
| прочие                           | -jiro                         |                               |

- díiga apéjigɨ — он играл в футбол (мне об этом рассказали)[s 14]
- weérige boóajigɨ — он хочет несколько рыболовных крючков (пересказ фразы «weérige boogá» — «я хочу несколько рыболовных крючков»)[s 21]

### Умозаключение
Умозаключение является наименее приоритетным источником информации. С помощью данной формы эвиденциальности говорящий выдвигает предположения, основываясь на знании о состоянии вещей, привычках или традициях. Данная категория не используется с глаголами в первом лице в настоящем времени — в этом случае следует использовать форму визуальных или невизуальных свидетельств.
Выбор времени глагола зависит от того, происходят ли предполагаемые события в момент речи или состоялись в прошлом. Если говорящий считает, что событие состоялось до момента произношения, он использует форму прошедшего времени. Чтобы рассказать о событии, которое, предположительно, имеет место в текущий момент, используют форму настоящего времени.
Глаголы в форме будущего времени не характеризуются тем или иным типом эвиденциальности. Однако наблюдается тесная связь между суффиксами глаголов будущего времени и суффиксами глаголов, выражающих умозаключение в настоящем времени.
| Суффиксы умозаключений           | Суффиксы умозаключений | Суффиксы умозаключений |
| форма                            | настоящее время        | прошедшее время        |
| -------------------------------- | ---------------------- | ---------------------- |
| третье лицо, мужской род         | -ki                    | -hĩji                  |
| третье лицо, женский род         | -ko                    | -hĩjo                  |
| третье лицо, множественное число | -kua                   | -hĩja                  |
| прочие                           | -ku                    | -hĩju                  |

- díiga apéhĩji — он играл в футбол (потому что он всегда играет)
- yukusóro kɨokí — у него есть каноэ (поскольку у всех взрослых мужчин есть хотя бы одно)[s 14]

## Эвиденциальность в вопросительных предложениях
В вопросительных предложениях в туюка используется отдельная система суффиксов. Формы глаголов будущего времени, как и в случае утвердительных предложений, не разделяются по типу эвиденциальности. Суффиксы глаголов настоящего и прошедшего времени подразделяются на три группы в зависимости от того, задаётся ли вопрос о визуальном свидетельстве, невизуальном свидетельстве, либо же об информации, полученной иным способом.
| Суффиксы вопросительных глаголов | Суффиксы вопросительных глаголов | Суффиксы вопросительных глаголов |
| форма                            | настоящее время                  | прошедшее время                  |
| -------------------------------- | -------------------------------- | -------------------------------- |
| визуальное свидетельство         | -i / -ĩ                          | -ri / -rĩ                        |
| невизуальное свидетельство       | -gari                            | -tari                            |
| прочее                           | -gari                            | -jiri                            |

- nõõpɨ́ wáahõãrĩ pakɨ́ — куда ушёл отец?
- basádɨgagari — хочешь петь?[s 25]

## Становление эвиденциальности в туюка и туканских языках
Развитие эвиденциальности в семье тукано отличается от языка к языку. В языке корегуахе трёхэлементная система, передаваемая с помощью вспомогательных глаголов, включающая личное свидетельство, пересказ чужих слов и предположение. В языке орехон эвиденциальность не наблюдается, а в танимука эта категория отмирает. Пятиэлементная система языка туюка — одна из наиболее развитых в семействе тукано.
Категория эвиденциальности реконструируется в пратуканском языке, гипотетическом предке языков семьи тукано. Предполагается, что диалект пратуканского языка, предок туюка, содержал два типа эвиденциальности: информация, полученная напрямую (посредством органов чувств), и информация, полученная опосредованно (через другого человека или размышлением). Разделение по подобному признаку наблюдается практически во всех языках семьи тукано.
Наблюдаемое в туюка разделение источников информации на визуальное и невизуальное свидетельства нехарактерно для языков туканской семьи. В некоторых языках (сириано, десано, вахиара) представлены различные формы глаголов для увиденной и услышанной информации, нередко невизуальное свидетельство выражается как умозаключение. Предполагается, что такое разделение отсутствовало в ранних формах туюка.
Предполагается также, что на более поздней стадии развития языка туюка из формы опосредованно полученной информации выделился новый тип эвиденциальности — визуальные свидетельства. Наконец, последней стадией развития системы эвиденциальности в туюка предполагается разделение умозаключения и информации, полученной из вторых рук.

## Комментарии
1. 1 2 3 4 5  Включает в себя единственное и множественное число первого и второго лица, а также неодушевлённые предметы в третьем лице